# Kim Sang-Chun
Kim Sang-Chun es un deportista surcoreano que compitió en taekwondo. Ganó dos medallas de oro en el Campeonato Mundial de Taekwondo, en los años 1979 y 1982.

## Palmarés internacional
| Campeonato Mundial | Campeonato Mundial  | Campeonato Mundial | Campeonato Mundial |
| Año                | Lugar               | Medalla            | Categoría          |
| ------------------ | ------------------- | ------------------ | ------------------ |
| 1979               | Stuttgart (RFA)     | Medalla de oro     | –78 kg             |
| 1982               | Guayaquil (Ecuador) | Medalla de oro     | –78 kg             |